# برودنگتسا گورنا
برودنگتسا گورنا (به لهستانی:  Brodnica Górna) یک روستا در لهستان است که در گمینا کارتوزه واقع شده‌است. برودنگتسا گورنا ۱٬۱۵۶ نفر جمعیت دارد.